# Arthur James Herbert
Arthur James Herbert (22 agosto 1855 – 31 agosto 1921) è stato un diplomatico inglese.

## Carriera
Dopo aver concluso gli studi al Christ Church (Oxford), si unì al servizio diplomatico nel 1879. Ha servito a Pietrogrado, Washington, Buenos Aires, Teheran, Bruxelles, Berna e Stoccolma. È stato console generale a Budapest nel 1902. Ha ricevuto le indennità ufficiali per la conoscenza del russo e persiano e parlava correntemente altre cinque lingue.
Dopo la dissoluzione dell'Unione tra la Norvegia e la Svezia nel 1905, Herbert è stato nominato il primo inviato britannico per la Norvegia da poco indipendente, con il titolo allora consueto di Inviato Straordinario e Ministro Plenipotenziario He was the first foreign envoy to arrive in Christiania (now Oslo) after the recognition of Norway as an independent state by foreign powers.. È stato il primo inviato straniero ad arrivare a Christiania (oggi Oslo) dopo il riconoscimento della Norvegia come stato indipendente da parte di potenze straniere.

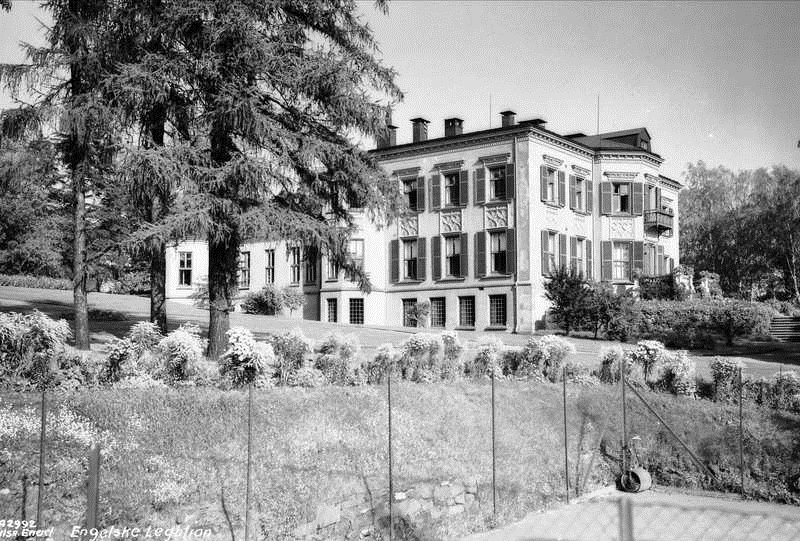
Villa Frognæs nel 1935

Poco dopo comprò la villa Frognæs, costruita nel 1859 per il banchiere Thomas Heftye e riconosciuta come una delle più belle residenze private della città. Il ministero degli esteri aveva fortemente consigliato un immobile in affitto, ma Herbert sostenne che con il nuovo re di Norvegia, Haakon VII, avendo sposato una principessa britannica, era imperativo per la Gran Bretagna stabilire una legazione di prima classe lì, e il Tesoro britannico approvò l'acquisto all'inizio del 1906. La Villa Frognæs rimane la residenza ufficiale dell'ambasciatore britannico, ma i nuovi uffici sono stati costruiti dietro la casa.
Herbert è stato nominato inviato in Messico nel 1911, ma si ritirò dal servizio diplomatico.